# SN 2011F
SN 2011F – supernowa typu Ia odkryta 7 stycznia 2011 roku w galaktyce UGC 7799. W momencie odkrycia miała maksymalną jasność 18,70m.